# طرخشقون صدئ
طرخشقون صدئ (باللاتينية: Taraxacum rubiginans) هو نوع نباتي يتبع جنس الطرخشقون من القبيلة الشيكورية.